# 佐藤裕 (俳優)
佐藤 裕（さとう ゆう、1964年12月2日 - ）は、神奈川県出身の俳優。T-STYLE所属。

## 人物
身長180cm。
趣味は野球。
映画『いつかギラギラする日』でデビュー。

## 出演作品

### テレビドラマ

#### NHK
- NHK夜の連続ドラマ / 火消し屋小町（2004年）

#### 日本テレビ
- 火曜サスペンス劇場
  - 校内暴力殺人事件（1982年）
  - 失われた時間（1996年）
  - 遠い日の花火（1997年）
  - 追跡 第2作（1997年）
  - いのち 夫殺しの疑惑の娘は記憶喪失で妊娠4ヵ月－産婦人科医の母の苦悩の決断（1998年）
  - 密告電話（1998年）
  - 外科医有森冴子II（2000年）
  - 警視庁鑑識班 第12作（2001年） - 竹本秀明
- ジャングル（1987年）
- 日曜ドラマスペシャル / 星誕祭〜かけがえのない愛へ〜（1989年）
- 街から恋がなくなる日
- 刑事貴族（1990年）
- 冷たい月（1998年）
- 世紀末の詩（1998年）
- shin-D / ぼくの彼女は外資系（1999年）
- 宮城テレビ開局30周年記念番組「好き? 誰かを愛してますか」（1999年）
- 水曜ドラマ
  - CAとお呼び!（2006年）
  - Mother（2010年）
  - 黄金の豚-会計検査庁 特別調査課-（2010年）
  - 美咲ナンバーワン!!（2011年）
  - 花咲舞が黙ってない（2014年）
  - Dr.倫太郎（2015年）
  - 偽装不倫（2019年）
  - ファーストペンギン!（2022年） - 市職員
- 王様の心臓〜リア王より〜（2007年）
- バリューナイトフィーバー / 死ぬかと思った（2007年）
- 土曜ドラマ
  - ヤスコとケンジ（2008年）
  - デカワンコ（2011年）
  - 戦力外捜査官（2014年）
    - 戦力外捜査官 SPECIAL（2015年）

  - サバイバル・ウェディング（2018年）
  - Dr.チョコレート（2023年） - 堀池淳一
- 木曜ミステリーシアター / 四つ葉神社ウラ稼業 失恋保険〜告らせ屋〜（2011年） - 刑事
- 金曜スーパープライム / ミエルオンナ月子〜真夏の夜のコワーイ話〜（2011年）
- アイシテル〜絆〜（2011年）
- 木曜ドラマ / でたらめヒーロー（2013年）
- 日曜ドラマ
  - ワイルド・ヒーローズ（2015年）
  - シロでもクロでもない世界で、パンダは笑う。（2020年） - 刑事
- プラチナイト / アンラッキーガール!（2021年） - 面接官
- 霊告（放送年不明）
- 離婚弁護士 スパイダー Season2 〜偽りと裏切り編〜 第3話（2025年〈予定〉、日本テレビ） - 裁判長 役

#### TBS
- 高校聖夫婦（1983年）
- 花王 愛の劇場
  - 子子家庭は危機一髪（1993年）
  - 銀座まんまんなか!（2003年）
  - いい女（2006年）
  - 砂時計（2007年）
  - 再婚一直線!（2008年）
- 月曜ドラマスペシャル→月曜ミステリー劇場→月曜ゴールデン
  - 秋の特選サスペンス / 東京に殺された女（1996年）
  - 検視官江夏冬子 第1作（1997年） - 刑事
  - 冬の特選サスペンス / 愛されなかった女（1998年）
  - ご近所探偵・五月野さつき 第1作（2007年） - 刑事
  - 刑事シュート しゅうと&ムコの事件日誌 第5作（2015年） - 木下誠
  - 主婦は探る 第1作（放送年不明）
- 金曜ドラマ
  - パパ・レンタル中（1998年）
  - ケイゾク（1999年） - 白砂竜太
  - 独身生活（1999年）
  - Friends（2000年）
  - 夢のカリフォルニア（2002年）
  - 夜のせんせい（2014年）
  - アリスの棘（2014年）
  - ウロボロス〜この愛こそ、正義。（2015年）
- 智子と知子（1997年）
- 3年B組金八先生 - 内田刑事
  - （2000年）
  - （2001年）
- チープラブ（1999年）
- 日曜劇場
  - 逃亡者 RUNAWAY（2004年）
  - 半沢直樹（2013年）
  - S -最後の警官-（2014年）
  - 天皇の料理番（2015年）
  - 小さな巨人（2017年）
  - 下町ロケット（2018年）
  - 集団左遷!!（2019年）
  - マイファミリー（2022年）
  - VIVANT（2023年）
- 白夜行（2006年）
- 新春ドラマスペシャル / 三日遅れのハッピーニューイヤー!（2007年）
- 木曜ドラマ9 / ランナウェイ〜愛する君のために（2011年）
- 火曜ドラマ
  - 女はそれを許さない（2014年） - 高瀬
  - アンチヒーロー（2024年） - 橋本
- ドラマストリーム / 理想ノカレシ（2022年）

#### フジテレビ
- スケバン刑事III 少女忍法帖伝奇（1987年） - 誠
- アリエスの乙女たち（1987年）
- 愛しあってるかい!（1989年）
- 世にも奇妙な物語
  - 「そこに扉があった」（1990年）
  - 「U.F.O.」（1991年）
  - 世にも奇妙な物語 春の特別編「最期の瞬間（とき）」（2000年）
  - 世にも奇妙な物語 秋の特別編「鏡子さん」（2006年）
- この世の果て（1994年）
- 妹よ（1994年）
- 踊る大捜査線 秋の犯罪撲滅スペシャル（1998年）
- 木曜劇場
  - 眠れる森（1998年）
  - Oh,My Dad!!（2013年）
  - やんごとなき一族（2022年） - 産婦人科医
- パーフェクトラブ!（1999年）
- 二千年の恋（2000年）
- 神様のいたずら（2000年）
- 愛のことば（2001年）
- 母の告白（2002年）
- ダブルスコア（2002年）
- 麗しき鬼（2007年）
- 夏の恋は虹色に輝く（2010年） - 演出家
- 大切なことはすべて君が教えてくれた（2011年） - 医師
- CONTROL〜犯罪心理捜査〜（2011年）
- 鍵のかかった部屋（2012年）
- 土曜プレミアム / ストロベリーナイト アフター・ザ・インビジブルレイン（2013年）
- 金曜プレステージ
  - 捜査一課・澤村慶司 第1作（2013年） - 杉本議員
  - 塔馬教授の天才推理 第2作（2014年） - 巡査
- ビター・ブラッド〜最悪で最強の親子刑事〜（2014年）
- ファーストクラス（2014年）
- 赤と黒のゲキジョー / 三面記事の女たち -愛の巣-（2015年）
- リスクの神様（2015年）
- 僕のヤバイ妻（2016年） - 富沢克哉
- 土ドラ / グランマの憂鬱（2023年）

#### テレビ朝日
- 女ふたり捜査官（1987年）
- はぐれ刑事純情派（1988年）
- さすらい刑事旅情編（1990年）
- 木曜ドラマ
  - 大空港'92（1992年）
  - アナザヘヴン〜eclipse〜（2000年）
  - 緊急取調室（2014年） - 刑事
  - BORDER 警視庁捜査一課殺人犯捜査第4係（2014年） - 刑事
  - 就活家族〜きっと、うまくいく〜（2017年） - 駅員
  - 黒革の手帖（2017年）
  - ハゲタカ（2018年） - 財務省幹部
  - 七人の秘書（2020年） - 秘書
- 土曜ワイド劇場
  - 石狩川殺人水系（1994年）
  - 同居人カップルの殺人推理旅行 第4作（1996年） - 菊島春樹
  - 巡査鉄兵の推理日誌
    - 第1作（2000年）
    - 第2作（2001年）

  - 変装婦警の事件簿 第2作（2001年）
  - 森村誠一の棟居刑事 第7作（2014年） - 刑事
  - 私は代行屋!事件推理請負人 第4作（2015年） - 金沢観光アカデミー職員
- 恋愛詐欺師（1999年）
- 金曜ナイトドラマ
  - OLヴィジュアル系（2000年）
  - 死神くん（2014年） - 木下義男
- 恋人はスナイパー（2001年）
- 相棒
  - （2009年） - 公安刑事
  - （2012年） - 鷲尾啓介
  - （2015年） - 小松崎啓三
  - （2019年） - 犬塚洋介
- 日曜ナイトプレミア / アスコーマーチ〜明日香工業高校物語〜（2011年）
- 逃亡者（2020年）

#### テレビ東京
- 刑事追う!（1996年）
- 素晴らしき家族旅行（1998年）
- それぞれの断崖（2000年）
- 女と愛とミステリー→水曜ミステリー9
  - 純情商店街 ゆうれい殺人事件（2001年）
  - トーマとチョーサク 凸凹迷宮ファイル「ミイラが呼んでいる」（2002年）
  - 刑事吉永誠一 涙の事件簿 第2作（2004年） - 三上
  - 警視庁心理分析捜査官・崎山知子 第2作（2004年） - おとり捜査の刑事
  - 刑事の証明 第5作（2013年） - レストラン支配人
  - 警視庁さくらポリス～最強の姉妹捜査官～（2016年） - 部下
- ケータイ捜査官7（2008年）
- Cafe吉祥寺で（2008年）
- ドラマ24 / 嬢王（2009年）
- 松本清張 強き蟻（2014年）
- ドラマBiz / リーガル・ハート 〜いのちの再建弁護士〜（2019年）
- 月曜プレミア8 / 大川と小川の休日捜査（2024年）
- ドラマ9 / D&D〜医者と刑事の捜査線〜（2024年） - 管理人

#### テレビ愛知
- トミカヒーロー レスキューファイアー（2009年）

#### WOWOW
- 連続ドラマW
  - CO 移植コーディネーター（2011年）
  - しんがり 山一證券 最後の聖戦（2015年）
  - 松本清張 眼の壁（2022年）

#### NHK BS-2
- 仮想空間Σ
  - 「捜査線上のアリア」（1996年）
  - 「インタラクティブゲーム 殺人者たちの終焉 -The end-」

#### NHK BSプレミアム
- ザ・プレミアム / ラギッド!（2015年）

### テレビ番組
- くりぃむしちゅーのどっきり大作戦（日本テレビ）

### 映画
- いつかギラギラする日（1992年、松竹）
- イルカに逢える日（1994年、ヒーロー）
- 義務と演技（1997年、東映）
- 溺れる魚（2001年、東映） - ノーチン
- Laundry（2002年、ROBOT） - 教会の進行係
- 雪月花（2003年）
- 殺し屋という名の外科医（2006年、RIKIプロジェクト）
- 誰も守ってくれない（2009年、東宝）
- デスカッパ（2010年、インターフィルム）
- 真夏の方程式（2013年、東宝）
- 謝罪の王様（2013年、東宝）
- シン・ゴジラ（2016年、東宝）

### オリジナルビデオ
- 実録・梁山泊 パチプロ列伝5 リーダー（2000年、アンカーフィルムズ）
- 起業士 天馬（2004年、カノックス）
- ジギリ（2006年）
- 女囚901号（2007年）
- 野獣（クーガ）の檻 Nami 第42雑居房（2007年）
- Rainbow Boys（2008年、リバプール）

### CM
- サッポロビール 「ザ・ドラフティ」（1997年）
- メガネトップ（1997年）
- グンゼ 「デオクィーン」（1999年）
- ダスキン 「大江戸100番100番劇場」（1999年）
- 住宅あんしん保証（2010年）

### VP
- NTT東日本 「TEPCO光」（2005年）